# Augustin Podolák
Augustin Podolák (24. června 1912, Pašinovice – 7. ledna 1991, Česká Lípa) byl doktor filozofie, licenciát teologie a druhý biskup české starokatolické církve.

## Život a dílo
Dle matriky fary Střížov (okr. Č. Budějovice) č. 18N, str. 347 se Augustin Podolák narodil 24. 6. 1912 v Pašinovicích čp. 10 jako nemanželské dítě Alžběty Misauerové. Dle výnosu c.k. místodržitelství v Praze ze dne 3. 6. 1914 se přihlásil za otce dítěte Gustav Podolák, zedník ve Vídni XX. Rodiče Augustina uzavřeli manželství 1. 6. 1913 ve Vídni XIX – Heiligenstadt (údaj připsán ke křtu Augustina v citované matrice).. Část svého dětství prožil ve Vídni.
Získal církevní stipendium, po maturitě vstoupil roku 1930 do noviciátu u dominikánů v Olomouci a začal studovat filozofii, teologii a církevní právo – dva roky na Moravě a šest let v Římě, kde získal doktorát filozofie na papežském mezinárodním institutu Angelikum a byl 29. června 1938 vysvěcen na (římskokatolického) kněze. Počátkem války se stal profesorem filozofie a teologie na řádovém Generálním studiu v Olomouci a pak na teologické fakultě. Poté, co byl zatčen gestapem a se svými nadřízenými včetně arcibiskupa se nepohodl proto, že se ani nepokusili mu pomoci, opustil profesuru i řád. Aby se vyhnul totálnímu nasazení v Německu a nemusel jako vysokoškolský učitel nastoupit do Kuratoria, zdržoval se ilegálně v Praze, v dělnické kolonii v Hloubětíně u svých rodičů. Po válce se tam nakrátko stal předsedou Revolučního národního výboru a po konfliktu s komunisty pracoval jako pomocný dělník v Lokomotivce v Libni. Ke starokatolické církvi konvertoval v roce 1947 a brzy poté se oženil. Stal se pomocným duchovním v Praze a pak farářem v druhé pražské farnosti Praha-západ se sídlem v kapli svaté Máří Magdaleny. Kromě Prahy v té době vypomáhal v duchovní správě ve Varnsdorfu a v Jablonci nad Nisou.
Poválečný odsun německého obyvatelstva citelně zasáhl starokatolické obce v Čechách a na Moravě. Republiku musela opustit drtivá většina německých věřících spolu s kněžími. Těžce nemocný biskup Alois Pašek se ke konci svého života dočkal téměř likvidace Starokatolické církve a 29. června 1946 ve Varnsdorfu zemřel. Po jeho smrti synodní rada zvolila administrátorem biskupství generálního vikáře a pražského faráře Václava Jaromíra Rába. Během Rábova pokusu obnovit církevní život přišel únor 1948 a s ním komunistický převrat. Po něm už nebyla na dlouhou dobu možnost svolat synodu, protože nová vláda to nedovolila. Zklamán vývojem a neúspěchy v jednání se státní mocí, unavený, starý a nemocný Ráb v roce 1950 abdikoval. Synodní rada pak na jeho místo zvolila nejmladšího z tehdy působících kněžích pražského faráře dr. Augustina Podoláka.
V roce 1950 ve svých 38 letech se jako správce biskupství ujal úřadu, přestěhoval se do sídla biskupství do Varnsdorfu a pokusil se zastavit poválečnou devastaci církve. V roce 1956 byl zbaven státního souhlasu k výkonu duchovenské služby a vyhnán i s rodinou z fary ve Varnsdorfu. Přestěhoval se s rodinou do domku u říčky Mandavy, který jim byl přidělen. Těsně před Vánoci téhož roku byl poprvé zatčen a uvězněn. Po propuštění pracoval v Rumburku. Tehdy začal ztrácet sluch následkem výslechů a věznění. Po celou dobu tajně sloužil věřícím. Jeho žena Marie byla první ženou, která v továrně Velveta ve Varnsdorfu vykonávala mužskou práci.[zdroj?]
Na jaře 1968 se díky politickému uvolnění i Starokatolické církvi otevřely nové naděje. Po mnoha letech dalo Ministerstvo kultury souhlas s konáním synody, která v červenci 1968 mohla po 22 letech opět zvolit biskupa. Synoda Podoláka drtivou většinou hlasů zvolila biskupem. Ještě téhož roku 15. prosince 1968 byl za předsednictví arcibiskupa Andrease Rinkela vysvěcen na biskupa ve starokatolické katedrále svaté Gertrudy v nizozemském Utrechtu a brzy poté uveden do úřadu ve varnsdorfské katedrále.
Zvětšující se počty křtů a konverzí způsobily, že do církve nacházelo cestu mnoho mladých lidí. Od války poprvé se začala studovat teologie. Její studium vyjednal biskup na tehdejší Husově fakultě, kde pro ně také sám konal přednášky ze starokatolických disciplín.
Snahy nového biskupa především obnovit v církvi pořádek, řádnou svátostnou službu a pravidelnou duchovní správu, založit nové farnosti, omladit duchovenské a církevní struktury však narážely na odpor normalizačního tlaku státu i některých duchovních, kolaborujících s komunistickým režimem. Státní bezpečnost opět začala s výslechy a při jednom z nich byl biskup upozorněn, že „jeden z jeho kněží na něj shromáždil dost důkazů k tomu, aby byl okamžitě zatčen“.
Po 6. lednu 1971 mu vydal církevní tajemník Prahy, pozdější náměstek ministra kultury,[kdo?] zákaz sloužit bohoslužby v Praze. Biskup očekával zásahy proti církvi i proti své osobě, v církvi se hovořilo o jeho brzkém uvěznění. V červnu 1971 ve varnsdorfské katedrále byli tajně vysvěceni čtyři kněží (Sainer, Bastyán, Kostohryz a Dušan Hejbal) a jeden jáhen (Plachý). Na podzim roku 1971 byl biskup znovu zbaven státního souhlasu a o Vánocích mu byly při domovní prohlídce zabaveny biskupské insignie, archiv a klíč od katedrály. Církev navenek zastupovali lidé dosazení a podporovaní státní mocí, kteří kolaborovali s režimem, v čele synodní rady stál PhDr. Miloš Josef Pulec. Během jejich působení církev ztratila věřící a materiálně chátrala. Přestože se komunistický stát snažil vyvolat zdání normálního stavu, z hlediska církve byly všechny kroky těchto osob protiprávní. Tak se o nich také později vyjádřila synoda.
Pod vedením biskupa tajně pracovaly skupinky věřících se svými duchovními, kteří na kolaboraci nepřistoupili. Tato práce byla obtížná a byla pod stálým tlakem s obavami z pronásledování. Nejstarší z tajně vysvěcených kněží zemřel a další dva se báli o existenci. Komunistický stát však již v sedmdesátých letech nepostupoval stejně jako v letech padesátých. Již nikdo nebyl uvězněn. Podolák však byl donucen odstěhovat se z Varnsdorfu, aby nebyl na očích věřícím. Bydliště našel v domě, který zakoupil spolu s manželkou v nedalekém Cvikově. Odtud tajně řídil církev, konal svou biskupskou službu, tajně se scházel s věrnými duchovními. Jeho pastýřské listy, celý ten čas tajně šířené, byly pro mnohé jediným kontaktem s biskupem. 
Po listopadu 1989 se opět ujal své služby. Bylo mu 77 let a znovu se pustil do obnovy církve. Pražské kaple stále okupoval kněz, který měl podíl na jeho perzekuci, některé farnosti vůbec nefungovaly. 
Po mnoha formálních problémech a těžkostech se díky iniciativě starokatolických duchovních a věřících sešla 29. dubna 1990 v Praze 38. synoda, která se při zahájení sama definovala jako Synoda obnovy. Demonstrativně a jednomyslně se hlásila k nepřerušené jurisdikci biskupa Podoláka. Nastolila právní stav a distancovala se od minulosti a církvi státem vnucených představitelů, včetně tzv. synod, orgánů a funkcí, které byly v rozporu se synodním řádem. Jurisdikce biskupa Podoláka byla akceptována i státními orgány ČSFR. Byla obnovena řádná služba ve všech farnostech a intenzivně začaly pracovat nové církevní orgány.
Před Vánoci 1990 byl po úrazu, který se stal na cestě z veřejného shromáždění, kde měl projev, převezen do nemocnice v České Lípě. Po operaci se pomalu zotavoval, ale přidaly se poúrazové komplikace. Na 7. ledna byl stanoven termín převozu do Prahy, kde byla k dispozici lepší zdravotní technika. K tomu však již nedošlo. V pondělí 7. ledna 1991, ráno po slavnosti Zjevení Páně, zemřel. Na přání synodní rady i jeho rodiny předsedal pohřebním obřadům ve Cvikově jeho generální vikář a pozdější nástupce ThMgr. Dušan Hejbal.